# Choujin Sentai Jetman
Choujin Sentai Jetman (鳥人戦隊ジェットマン, Chōjin Sentai Jettoman, vertaald als Birdman Squadron Jetman) is de vijftiende Sentai-serie geproduceerd door Toei. De serie werd van 15 februari 1991 tot 14 februari 1992 uitgezonden en bestond uit 51 afleveringen.
Jetman was gebaseerd op de populaire animeserie Gatchaman. Veel fans vinden Jetman nog steeds de beste Sentai-serie, vooral vanwege de sterke verhaallijn en personages. Vanwege dit succes werd de serie voortgezet als manga.

## Verhaallijn

### Serie
De serie begint wanneer de Vyram, een ras uit een andere dimensie, hun aanval beginnen op de Aarde. Hun eerste doel is de Sky Force-basis waar een nieuw type energie genaamd Birdonic is ontdekt.
Sky Force probeert deze energie te gebruiken om Sky Force-soldaat Ryuu en vier anderen te veranderen in Jetmen in de strijd tegen Vyarm. Door toedoen van Vyarm worden op Ryuu na per ongeluk niet de Sky Force-soldaten, maar vier burgers, Kaori, Ako, Raita en Gai, bestraald met Birdonic-energie. Ryuu en commandant Odagiri rekruteren deze vier als de nieuwe Jetmen.
Tijdens Vyarms aanval op de Sky Force-basis wordt ook Ryuus geliefde Rie Aoi gevangen door Vyarm en verandert in Maria.
Later in de serie krijgen de Jetmen hulp van de Dimensians, een ander ras dat in een oorlog met de Vyarm verwikkeld is. Ze geven hen de Jet Garuda maar worden kort daarna gedood door Vyarm. Vyarmleider Radiguet vermoordt Maria. Ryu gaat hierop uit wraak een duel aan met Radiguet. Radiguet versmelt met het Vyarmmoederschip tot het monster Raguem en bevecht de Jetmen in hun Mecha. Hij wordt vernietigd door de Jet Icarus.
Drie jaar later trouwen Ryu en Kaori. Op weg naar de bruiloft wordt Gai aangevallen en dodelijk verwond door een straatrover. Hij sterft in het bijzijn van de anderen.

### Manga
In de Jetman-manga gaat het verhaal hierna verder. Het blijkt dat Radiguets ziel het lichaam van de voormalige Vyarmleider Tranza heeft overgenomen. De Jetmen rekruteren Jeff Kensaki in het team als vervanger voor Gai en gaan opnieuw de strijd met Vyarm aan.
Aan het eind wordt Radiguet definitief verslagen wanneer hij en Tranza omkomen bij een ontploffing.

## Personages

### Jetmen
- Ryuu Tendou (天堂竜, Tendō Ryū) / Red Hawk (レッドホーク, Reddo Hōku): een Sky Force-soldaat met codenaam W6. Hij is de enige van de vijf uitgekozen Sky Force-soldaten die daadwerkelijk een Jetman wordt. Zijn geliefde Rie is echter Vyarm-officier Maria geworden, wat leidt tot een hoop persoonlijke conflicten tussen Ryuu en Vyarm. Drie jaar na strijd met Vyarm trouwt hij met Kaori.
- Kaori Rokumeikan (鹿鳴館香, Rokumeikan Kaori) / White Swan (ホワイトスワン, Howaito Suwan): zij komt uit een rijke familie en is een van de vier burgers die per ongeluk bestraald werd met Birdonic-energie. Ze is goed in kendo. Ze sloot zich vooral bij de Jetmen aan om te ontsnappen aan haar saaie leven. Ze krijgt tijdens de serie al een relatie met Gai, maar trouwt drie jaar later uiteindelijk met Ryuu.
- Ako Hayasaka (早坂アコ, Hayasaka Ako) / Blue Swallow (ブルースワロー, Burū Suwarō): de jongste van het team. In het begin beschouwt ze lid zijn van het Jetman-team nog als een soort deeltijdbaan. Pas na het eerste gevecht dringt de waarheid tot haar door.
- Raita Ooishi (大石雷太, Ōishi Raita) / Yellow Owl (イエローオウル, Ierō Ōru): een natuurliefhebber. Hij is de enige die een bril draagt en uit vorm is. Hij vertrouwt in een gevecht vooral op brute kracht. Drie jaar na het gevecht met Vyarm heeft hij een boerderij.
- Gai Yuuki (結城凱, Yūki Gai) / Black Condor (ブラックコンドル, Burakku Kondoru): Gai is iemand die liever alleen werkt dan in een team. Hij houdt van vechten, gokken en motorrijden, maar absoluut niet van bevelen opvolgen. Zijn gevechtsstijl is een combinatie van bestaande gevechtssporten en straatvechten. Drie jaar na het gevecht met Vyarm wordt hij vermoord door een straatrover.
- Jeffrey Kensaki (ジェフリィ・剣崎, Jefurii Kensaki) / Green Eagle (グリーンイーグル, Gurīn Īguru): een muzikant die Gais rol overneemt in de Jetman-manga. Hij speelt een belangrijke rol in het laatste gevecht.

### Hulp
- Commander Aya Odagiri (小田切綾長官, Odagiri Aya-chōkan): de eerste vrouwelijke commandant van een Sentai-team. Zij is onder andere de bedenker van de Jetman Mecha.
- Neo Jetmen (ネオジェットマン, Neo Jettoman): een tweede Jetman-team gecreëerd door commandant Ichijou. Hun kracht komt van Birdonic-energiereactors die geïmplanteerd zijn in hun lichaam. Uiteindelijk geven ze hun kracht aan de Jetmen wanneer diens energie gestolen is door een monster. In de manga duiken ze weer op al een vechtteam dat Japan verdedigt omdat de krachten van de originele Jetmen in de loop der tijd zijn verdwenen.
- Back Dimension Dimensian Warriors (裏次元ディメンシアンの戦士, Ura Jigen Dimenshia no Senshi): de laatste drie krijgers uit een dimensie verwoest door de Vyarm. Ze komen naar de Aarde met de Jet Garuda. Ze sterven uiteindelijk alle drie:
  - Rei (レイ, Rei): de leider.
  - Kanna (カンナ, Kanna)
  - Dan (ダン, Dan)

### Dimensional War Party Vyram
Dimensional War Party Vyram (次元戦団バイラム, Jigen Sendan Bairamu) is een leger dat in de achterdimensie (Back Dimension) al vele werelden heeft veroverd en nu onze wereld binnendringt. Hun basis is de Vyrock, een schip in de vorm van hersenen. Hun leider is verdwenen in de achterdimensie en de overgebleven vier generaals concurreren onderling om de Jetmen te verslaan, met als prijs volledig leiderschap over Vyarm.
- Back Dimensional Count Radiguet (裏次元伯爵ラディゲ, Ura Jigen Hakushaku Radige): meedogenloze officier die werkelijk alles doet om de vijand te verslaan. Hij kan als hij kwaad wordt veranderen in het monster Radigan. Hij verslaat Vyarm-leider Tranza om zelf het commando over te nemen. In de finale fuseert hij met het Vyarm-moederschip tot het monster Raguem. In deze vorm wordt hij vernietigd. In de manga-versie van Jetman neemt zijn ziel vervolgens bezit van Tranza. Hij wordt verslagen door Gais opvolger, Green Eagle. Wanneer Radiguet probeert Jeff over te nemen, houdt Tranza hem vast en de twee komen om bij de ontploffing die volgt.
- Tran (トラン, Toran)(1-36)/Emperor Tranza (帝王トランザ, Teiō Toranza)(36-47, epiloog): In het begin van de serie werkt hij nog voor de Vyarm als monstermaker. Nadat hij keizer Tranza is geworden, bouwt hij de robot Veronica om de levenskracht uit mensen te zuigen. Hij wordt verslagen door Radiguet en voor dood achtergelaten. In de manga blijkt dat Tranza nog leeft. Zijn lichaam wordt overgenomen door de ziel van Radiguet. Aan het eind offert hij zichzelf op door Radiguets ziel vast te houden, waarna ze beiden omkomen bij een ontploffing.
- Maria (マリア, Maria) (1-49): Ryuus geliefde Rie Aoi (藍リエ, Aoi Rie) en voormalig Sky Force-soldaat W3. Als Maria houdt ze van vechten en zijn haar methoden genadeloos en koud. Tegen het einde van de serie weet ze aan Radiguets controle te ontsnappen en steekt hem in zijn rug. Hierdoor geeft ze hem een zwakke plek in zijn pantser, wat de Jetmen later gebruiken om Radiguet te verslaan. Ze wordt zelf gedood door Radiguet.
- Empress Juuza (女帝ジューザ, Jotei Jūza) (17-18): voormalig leider van Vyarm. Radiguet was haar onderschikte. Ze kwam naar de aarde via een meteoriet. Ze neemt uiteindelijk een monstervorm aan, waarna Radiguet haar doodt.
- Dimensional Beasts (次元獣, Jigenjū): de monsters van Vyarm.
- Grinam Soldiers (グリナム兵, Gurinamu Hei): de soldaten van Vyarm.

## Mecha
- Jet Ícarus (ジェットイカロス, Jetto Ikarosu): De primaire robot van de Jetmen. Ontstaat uit de vijf Jet Machines. Is bewapend met de Birdonic Sabel (バードニックセイバー, Bādonikku Seibā), Shot Puncher (ショットパンチャー, Shotto Panchā), Ícarus Bijl (イカロスアックス, Icarus Akkusu), Íkarus Magna (イカロスマグナ, Icarus Maguna), Jet Lancer (ジェットランサー, Jetto Ransā), Jet Dolk (ジェットダガー, Jetto Dagā) en Wing Schild (ウィングシールド, Wingu Shīrudo). Kan tevens veranderen in de Íkaros Haken (イカロスハーケン, Icarus Hāken), die bewapend is met de Jet Phoenix (ジェットフェニックス, Jetto Fenikkusu).
  - Jet Hawk (ジェットホーク, Jetto Hōku): Red Hawk's Jet Machine.
  - Jet Swan (ジェットスワン, Jetto Suwan): White Swan's Jet Machine.
  - Jet Swallow (ジェットスワロー, Jetto Suwarō): Blue Swallow's Jet Machine.
  - Jet Owl (ジェットオウル, Jetto Ōru): Yellow Owl's Jet Machine.
  - Jet Condor (ジェットコンドル, Jetto Kondoru): Black Condor's Jet Machine. Werd in de manga vermoedelijk overgeschilderd en hernoemd als Jet Eagle.
- Jet Garuda (ジェットガルーダ, Jetto Garūda): een vechtmachine gemaakt door de Dimensia-strijders, Rei, Kanna en Dan. Kon veranderen vanuit zijn originele vorm Bird Garuda (バードガルーダ, Bādo Garūda). Bewapend met de Dia Blizzard (ダイヤブリザード, Daiya Burizādo), Wing Slasher (ウィングスラッシャー, Wingu Surasshā), GarudSearcher (ガルドサーチャー, GarudoSāchā) en Garuda Burst (ガルーダバースト, Garūda Bāsuto). Zijn aanval is de Garuda Claw (ガルーダクロー, Garūda Kurō).
- Great Ícarus (グレートイカロス, Gurēto Ikarosu): de combinatie van Jet Ícarus en Jet Garuda. Bewapend met de Great Beam (グレートビーム, Gurēto Bīmu). Zijn aanval is de Bird Maser (バードメーザー, Bādo Mēzā). Kan ook veranderen in de Hyper Haken (ハイパーハーケン, Haipā Hāken), die bewapend is met de Hyper Buster (ハイパーバスター, Haipā Basutā) en Hyper G Attack (ハイパー・G・アタック, Haipā Jī Atakku).
- Tetra Boy (テトラボーイ, Tetorabōi): een robot die dankzij kunstmatige intelligentie ook zonder piloot kan vechten. Is zeer behendig en kan veranderen in een kanon genaamd de Tetra Buster (テトラバスター, Tetorabasutā), dat als wapen kan dienen voor Jet Ícarus, Jet Garuda of Great Ícarus. Werd uiteindelijk vernietigd door Raguem.

## Titelsong
- Gezongen door Hironobu Kageyama

Jetto, Jetto, Jettoman! 

Let’s go Tobidase 

Jetto, Jetto, Jettoman! 

Choujin Sentai... Jettoman! 

Yume no naka kara umarete 

Mirai senshi no Jettoman 

Atsui seigi no tamashii 

Moera boku-ra no Jettoman 

Toki wo tobikoe 

Itsu mo tasukete kurere yo 

Kaze ni sono na wo yonda nara 

Jetto, Jetto, Jettoman! 

Kimi no mune ni 

Jetto, Jetto, Jettoman! 

Choujin Sentai... Jettoman! 

## Trivia
- Jetman was de eerste Sentai-serie die door Saban Entertainment zou worden omgezet tot een Power Rangers-serie. Dit ging niet door toen een testpubliek de eerste Amerikaanse afleveringen afkeurde.
- Dit is de eerste Sentai-serie met een huwelijk tussen twee teamleden. De enige andere Sentai-serie tot nu toe waarin dit gebeurde was Mahou Sentai Magiranger.

## Afleveringen
1. Seek the Warriors (戦士を探せ Senshi o Sagase)
2. The Third Warrior (第三の戦士 Daisan no Senshi)
3. The Power of Five (五つの力 Itsutsu no Chikara)
4. The Fighting Bride (戦う花嫁 Tatakau Hanayome)
5. Fall for Me (俺に惚れろ Ore ni Horero)
6. Get Angry, Robo (怒れロボ! Ikare Robo)
7. Ryuu's Marriage!? (竜の結婚!? Ryū no Kekkon!?)
8. The Laughing Diamond (笑うダイヤ Warau Daiya)
9. Muddy Love (泥んこの恋 Doronko no Koi)
10. Cup Noodles (カップめん Kappumen)
11. A Dangerous Game (危険な遊び Kiken na Asobi)
12. Hellbound Bus (地獄行バス Jigokui Basu)
13. Maze of Love (愛の迷路 Ai no Meiro)
14. The Deadly Cannon of Love (愛の必殺砲 Ai no Hissatsu Hō)
15. High School Student Warrior (高校生戦士 Kōkōsei Senshi)
16. Revolt of Paper (紙々の叛乱 Kamigami no Hanran)
17. The Revived Empress (復活の女帝 Fukkatsu no Jotei)
18. Gai Dies! (凱、死す! Gai, Shisu!)
19. I Can See! (見えます! Miemasu!)
20. Marriage Vacuum Cleaner (結婚掃除機 Kekkon Sōjiki)
21. Walking Garbage (歩くゴミ Aruku Gomi)
22. Exploding Love (爆発する恋 Bakuhatsu Suru Koi)
23. A New Squadron Debuts (新戦隊登場 Shin Sentai Tōjō)
24. Launch, Super Robo (出撃超(スーパー)ロボ Shutsugeki (Sūpā) Robo)
25. The Laughing Shadow-People (笑う影人間 Warau Kage Ningen)
26. I'm a Primitive (僕は原始人 Boku wa Genshijin)
27. The Great Escape From Hell (魔界大脱出 Makai Dai Dasshutsu)
28. The Founding Dimensional Beast (元祖次元獣 Ganso Jigenjū)
29. The Final Battle (最後の戦い Saigo no Tatakai)
30. The Three Majin Stand (三魔神起つ San Majin Tatsu)
31. The Squadron Disbands (戦隊解散! Sentai Kaisan!)
32. Wings!! One More Time (翼よ! 再び Tsubasa yo! Futatabi)
33. It's a Cockroach (ゴキブリだ Gokiburi Da)
34. Traitorous Ryuu (裏切りの竜 Uragiri no Ryū)
35. The Fighting Courage Given by A Pigeon (鳩がくれた戦う勇気 Hato Gakureta Tatakau Yūki)
36. A Walking Appetite! Ant-People (歩く食欲! アリ人間 Aruku Shokuyoku! Ari Ningen)
37. Birth! Emperor Tranza (誕生! 帝王トランザ Tanjō! Teiō Toranza)
38. Sudden Hammer! (いきなりハンマー! Ikinari Hanmā!)
39. Spin, Roulette of Life (廻せ命のルーレット Mawase Inochi no Rūretto)
40. Command! Change the Squadron (命令! 戦隊交代せよ Meirei! Sentai Kōtai Seyo)
41. Transformation Impossible! The Base Destroyed (変身不能! 基地壊滅 Henshin Funō! Kichi Kaimetsu)
42. Sleep on My Chest! (おれの胸で眠れ! Ore no Mune de Nemure!)
43. Sneak into the Commander's Body (長官の体に潜入せよ Chōkan no Karada ni Sennyū Seyo)
44. Majin Robo! Veronica (魔神ロボ! ベロニカ Majin Robo! Beronika)
45. The Hot Milk of Victory (勝利のホットミルク Shōri no Hotto Miruku)
46. The Great Demon King of the Tomato Field (トマト畑の大魔王 Tomato Hatake no Daimaō)
47. The Glory of Emperor Tranza (帝王トランザの栄光 Teiō Toranza no Eikō)
48. A Kiss That Calls Death (死を呼ぶくちづけ Shi o Yobu Kuchidzuke)
49. Maria... Her Love and Death (マリア…その愛と死 Maria... Sono Ai to Shi)
50. Respective Battles to the Death (それぞれの死闘 Sorezore no Shitō)
51. Flap Your Wings! Aviators! (はばたけ! 鳥人よ Habatake! Chōjin yo)

### Manga
- Part 1: Time Gallops By
  - Chapter 1: Resurrection
  - Chapter 2: Challenge
  - Chapter 3: Personal Grudge
  - Chapter 4: Counterattack
- Part 2: Soldier Running in the Sky
  - Chapter 1: Plunder
  - Chapter 2: The Night Before
  - Chapter 3: Father's Girl
  - Chapter 4: Lament
  - Chapter 5: Conclusion
  - Chapter 6: The End
- The Last Story: Blue Room